# Faustini (cràter)
Faustini és un cràter d'impacte que es troba prop del pol sud de la Lluna. Es troba gairebé al sud del cràter de molt més gran Amundsen, i està gairebé unit a Shoemaker a sud-oest. Al voltant d'un diàmetre al sud del cràter apareix el cràter Shackleton (una mica més petit) en el pol sud. Un petit cràter està unit a la vora oriental de Faustini.

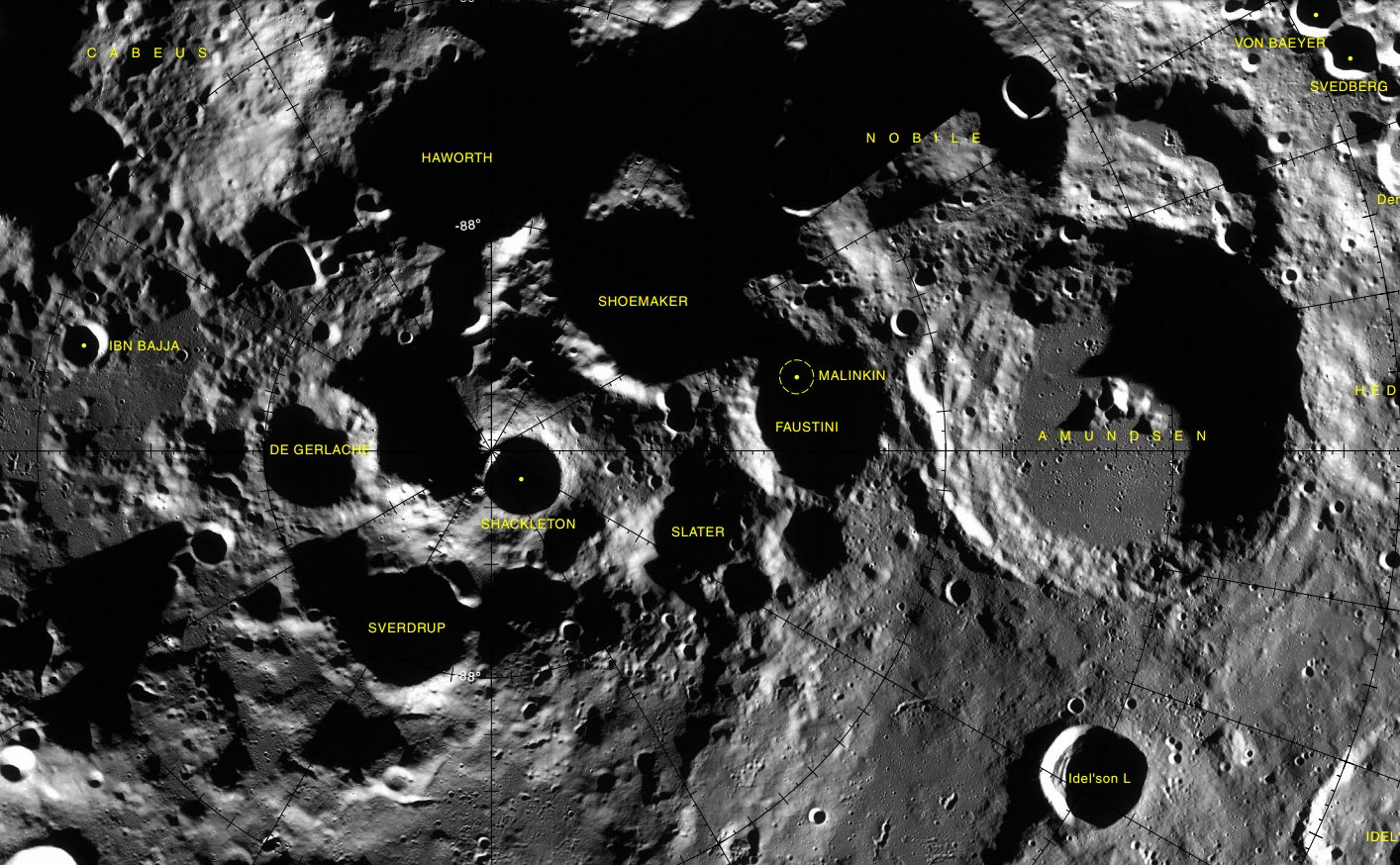
Localització de Faustini (centre de la imatge)

Per la seva ubicació, la llum del Sol arriba a la vora d'aquest cràter en un angle molt baix, deixant l'interior en una foscor permanent. Com a resultat, el fons del cràter mai s'ha pogut observar ni per naus espacials en òrbita, tot i que ha estat cartografiat mitjançant radar, pel que se sap que conté en el seu interior el cràter Malinkin. A causa de la falta d'il·luminació solar, l'interior roman permanentment a una temperatura per sota de 100 K, prou freda com per atrapar qualsevol vapor d'aigua que arriba al cràter per impactes de cometes a la Lluna.

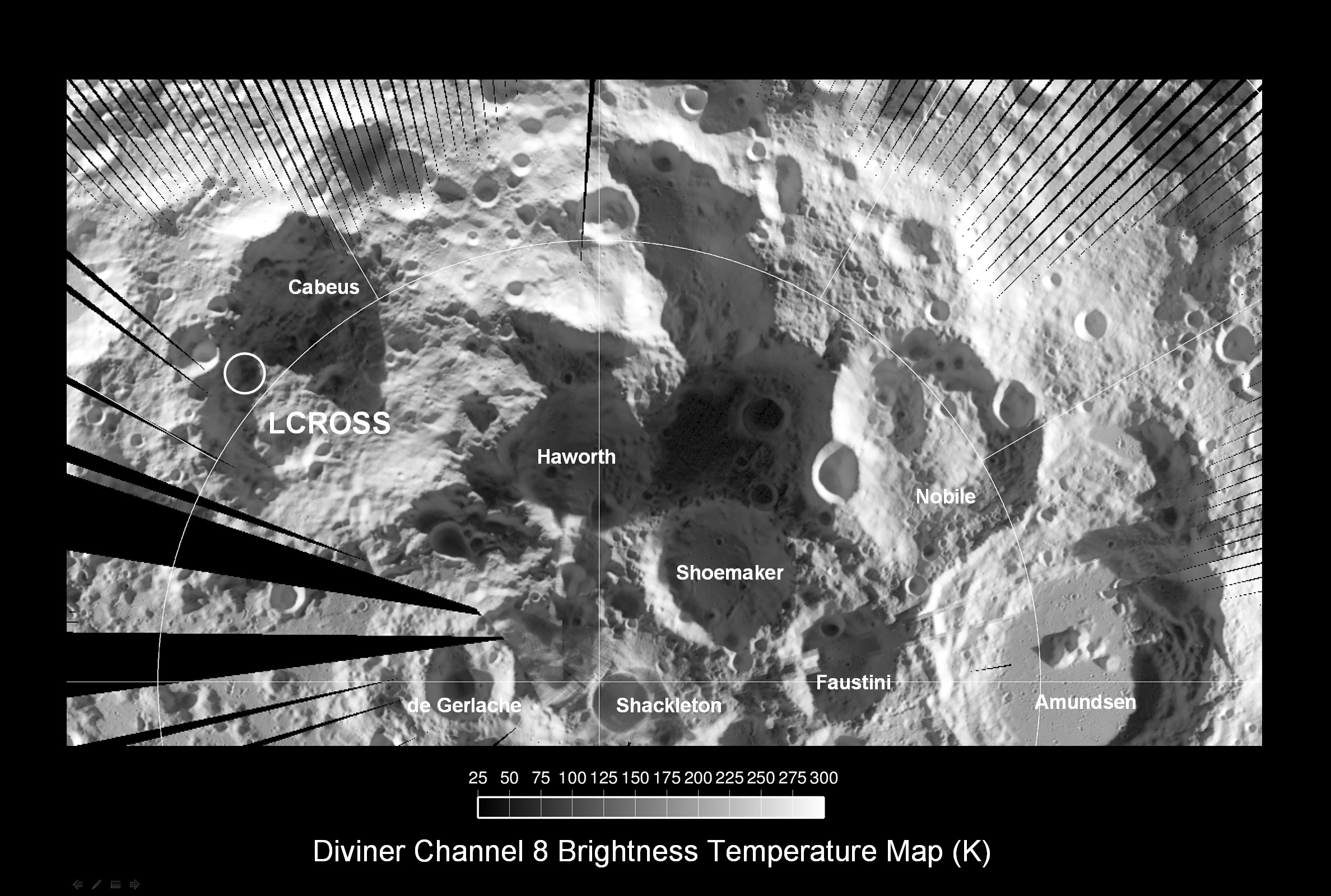
Cràter Faustini captat pel sistema Diviner (fotografia de la NASA)
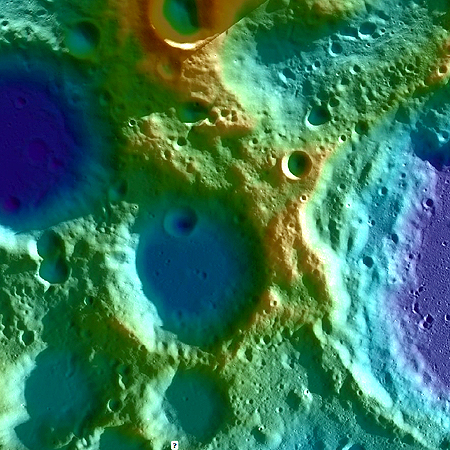
Imatge de radar acolorida de la missió LRO, amb Malinkin a l'interior de Faustini

La nau espacial Lunar Prospector va realitzar una espectrometria de neutrons que podria ser utilitzada per detectar la presència de grans concentracions d'hidrogen. El parany de fred a l'interior de Faustini es va identificar per tenir una alta concentració d'hidrogen, en relació amb la resta de la superfície lunar. No obstant això, les observacions de radar d'aquest cràter no van assolir detectar gel.